# Polmonite interstiziale linfocitaria
La  polmonite interstiziale linfocitaria (LIP) è una forma di polmonite interstiziale rara caratterizzata da un'iperplasia del tessuto linfatico.

## Storia
La malattia venne scoperta da Liebow e Carrington nel 1969, che elencandone le caratteristiche non trovarono riscontro nelle altre forme di polmonite allora conosciute.

## Epidemiologia
La malattia si sviluppa principalmente nelle donne, per quanto riguarda il range di età, non vi è un decennio particolare di maggiore incidenza: si è riscontrata sia in età pediatrica sia in quella adulta.

## Sintomatologia
La malattia non mostra sintomi o segni clinici caratteristici, si mostra anemia in forma lieve. Molte sono le malattie che si associano a tale forma di polmonite aggravando l'organismo, fra cui la sindrome di Sjögren e tetralogia di Fallot

## Terapia
Il trattamento è puramente farmacologico, si somministrano steroidi in associazione con clorambucile e ciclofosfamide.

## Prognosi
La prognosi dipende dalla gravità della forma, ma sovente ha esito positivo.